# Miquel Fernández García
Miquel Fernández i García (Barcelona, 13 de febrer de 1980) és un actor i cantant català. Conegut per guanyar la sisena edició de 'Tu cara me suena' i el seu paper a sèries com Amistades peligrosas, La Riera o Nit i dia.

## Biografia
Després d'estar uns anys donant recorrent el país s'instal·la per fi a Sabadell. Als 15 anys s'apunta al taller de teatre de l'institut, on interpreta el paper de Riff, en una versió de West Side Story. Posteriorment entra a formar part de l'elenc del grup de teatre amateur TRAMOIA. En aquesta època apareix com a actor secundari en les produccions La mujer X i Evita.
L'any 1996 interpreta el paper de Freddy Eynsford-Hill, en el musical My Fair Lady, protagonitzat per Daniel Pérez i Juan Antonio Martínez, que suposaria el seu primer contacte amb el teatre musical cantat en directe. Amb 16 anys, s'apunta a l'Escola de Teatre Musical Memory a Barcelona, intercalant els estudis de secundària. Decideix traslladar-se a Barcelona a seguir estudiant i aquest mateix any és vocalista de l'Orquestra Origen.
A l'any següent fa el seu primer musical, Assasins, on interpreta el paper del narrador. Després de dos anys d'estudi i treball en els quals intervé en diversos infantils, es presenta als càstings de Els Pirates de Dagoll Dagom, i amb 18 fa el seu primer paper protagonista amb una companyia en la qual més endavant repetiria amb Poe i La bella Helena, també en papers protagonistes. Abans van venir Rent i La misa de Bernstein.
També ha treballat a la ràdio amb El musical més petit, així com en diferents xous de la mateixa companyia i segueix donant classes de cant amb una de les fundadores, Susana Domenech. Ja a Madrid protagonitza We Will Rock You, el musical de Queen; i poc després, amb 25 anys, va estrenar en el paper de Mario el musical més reeixit de la temporada, Hoy no me puedo levantar.
Posteriorment, va donar vida al doctor Juan Durán, protagonista de la sèrie de Cuatro Amistades peligrosas i, des de 20 de setembre de 2007 fins a fi del mateix any, va protagonitzar el musical Jesucristo Superstar al Teatre Lope de Vega.
Posteriorment torna a Hoy no me puedo levantar on realitza la direcció artística així com, en esporàdiques ocasions, el paper de protagonista novament.
És parella de l'actriu Irene Montalà i tenen un fill.
Participa a la sisena temporada del concurs d'Antena 3 Tu cara me suena (2017-2018), que guanya i comparteix el premi de 30.000 euros que podia destinar a una ONG amb les organitzacions dels seus companys.
El 2018 participa a la sèrie Benvinguts a la família, una sèrie emesa per TV3. El mateix any estrena el seu primer single, “Abre la ventana”, compost i produït per Ruth Lorenzo.
El 2019 protagonitza la sèrie de Telecinco, Secretos de estado interpretant al president en funcions Luis Peralta. El mateix any participa al disc de La Marató de TV3 cantant "Ballant en la foscor", una versió traduïda de "Perfect" d'Ed Sheeran, fent duet amb Gabriela Richardson. Aquell any es van complir 15 anys del disc amb un concert a la sala La Paloma on hi va participar juntament amb Noa i Miki Núñez, entre d'altres.Al 2024 participa a la sèrie de Disney Plus Retorn a les Sabines, fent el personatge de Tano.

## Experiència professional

### Teatre
- Veraneantes (2011) - Protagonista.
- Director artístic de Musicales Drive (2009 - 2011)
- 40 El Musical (musical) (2010 - 2011) - Director artístico.
- Enamorados anónimos (musical de copla) - Direcció artística.
- Hoy no me puedo levantar (2008-), de Nacho Cano, com a director artístic i protagonista.
- Jesucristo Superstar (2007), dirigida per Stephen Rayne, com Jesucrist.
- We Will Rock You (musical) (2005-2006), dirigida per Jesús Cracio, com Galileo.
- Poe (2002-2003), dirigida por Joan Lluís Bozzo, como Nicholas.
- La bella Helena (2001-2003), dirigida por Josep Maria Mestres, como Paris.
- La missa de Bernstein (2000-2001), dirigida per Joan Ollé.
- Rent (1999-2000), dirigida per Abbey Epstein, como Tom Collins.
- Casta Diva (1998-1999).
- Els Pirates (1998-1999), dirigida por Joan Lluís Bozzo, como Frederico.
- La princesa i el pesol (1997-1998), dirigida per Roser Contreras y Montse Miralles.
- The magic kingdom of Oz (1998), dirigida per Gabriel Doz.
- Las aventuras del Yellow Submarine (1997), dirigida per Víctor Conde.
- Assassins (1997), dirigida por Ricard Reguant.

### Televisió

#### Sèries de televisió
| Any         | Sèrie                     | Canal               | Personatge               | Notes            |
| ----------- | ------------------------- | ------------------- | ------------------------ | ---------------- |
| 2001        | Laberint d'ombres         | TV3                 | Àrbitre                  | 1 episodi        |
| 2001        | Plats bruts               | TV3                 | Alumne                   | 1 episodi        |
| 2005        | El comisario              | Telecinco           | Camioner                 | 1 episodi        |
| 2006        | Amar en tiempos revueltos | La 1                | El Puma                  | 3 episodis       |
| 2006        | Amistades peligrosas      | Cuatro              | Juan Durán               | 29 episodis      |
| 2012        | Carmina                   | Telecinco           | Julián Contreras         | 2 episodis       |
| 2013 - 2014 | La Riera                  | TV3                 | Edgar Batea              | 18 episodis      |
| 2014        | Hermanos                  | Telecinco           | Anxo                     | 1 episodi        |
| 2015        | Nico&Sunset               | Webserie            | Jep                      | 3 episodis       |
| 2015 - 2016 | Cites                     | TV3                 | David Huguet             | 5 episodis       |
| 2016        | Mar de plástico           | Antena 3            | Pablo Torres Martín      | 13 episodis      |
| 2016 - 2017 | Nit i dia                 | TV3                 | Aitor Otxoa              | 26 episodis      |
| 2017        | El incidente              | Antena 3            | Pablo Sarabia Vidal      | 5 episodis       |
| 2017        | Blindspot                 | NBC                 | Informant                | 1 episodi (3x06) |
| 2018        | Fariña                    | Antena 3            | Jutge Baltasar Garzón    | 4 episodis       |
| 2018 - 2019 | Benvinguts a la família   | TV3                 | Miquel Ibáñez Monroy     | 14 episodis      |
| 2019        | Secretos de Estado        | Telecinco           | Luis Peralta             | 3 episodis       |
| 2019        | Días de Navidad           | Netflix             | Juan                     | 1 episodi        |
| 2019 - ¿?   | El embarcadero            | Movistar+           | Francisco "Fran" Pacheco | ¿? episodis      |
| 2019 - ¿?   | El nudo                   | Atresplayer Premium | Sergio                   | ¿? episodis      |
| 2020        | Mentiras                  | Antena 3            |                          | ¿? episodis      |
| 2021        | Alba                      | Atresplayer Premium | César Valdivieso         | 13 episodis      |

#### Programes de televisió
| Any         | Programa                       | Canal    | Funció     | Notes                           |
| ----------- | ------------------------------ | -------- | ---------- | ------------------------------- |
| 2017        | Tu Cara Me Suena 5             | Antena 3 | Convidat   | Imitant a George Michael        |
| 2017 - 2018 | Tu Cara Me Suena 6             | Antena 3 | Concursant | Guanyador de l'edició           |
| 2019        | Tu Cara Me Suena 7             | Antena 3 | Convidat   | Imitant a Barry Gibb (Bee Gees) |
| 2019        | La mejor canción jamás cantada | La 1     | Convidat   | Cantant per Elvis Presley       |

### Cinema
- Adú (2020), dirigit per Salvador Calvo.[5]
- Legado en los huesos (2019), dirigit per Fernando González Molina.
- Durant la tempesta (2018), dirigit per Oriol Paulo.
- El guardián invisible (2017), dirigit per Fernando González Molina.
- Laia, dirigit per Lluís Danés.
- Cien años de perdón (2016), dirigit per Daniel Calparsoro.
- All I See Is You (2016), dirigit per Marc Foster.[6]
- Vulcania (2016), dirigit per José Skaf.[7]
- Alpha (2013), dirigit per Joan Cutrina.[8]
- La gran familia española (2013), dirigit per Daniel Sánchez Arévalo.
- Fin (2012), dirigit per Jorge Torregrossa.
- H6, diario de un asesino (2005), dirigit per Marti Garrido.
- Compas compartit, curtmetraje. Escola de cinema Pompeu Fabra.
- La xocolatada, curtmetraje. Escola de cinema Pompeu Fabra.

## Premis
- Premi Gran Via de los musicales al millor actor (2007).[9][10]